# Relazioni bilaterali tra Giappone e Stati Uniti d'America

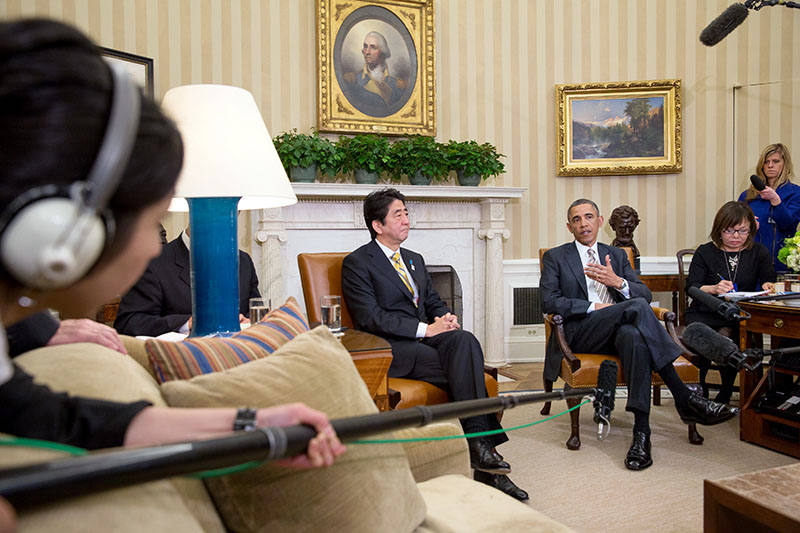
Shinzō Abe e Barack Obama a colloquio alla Casa Bianca nel 2013.

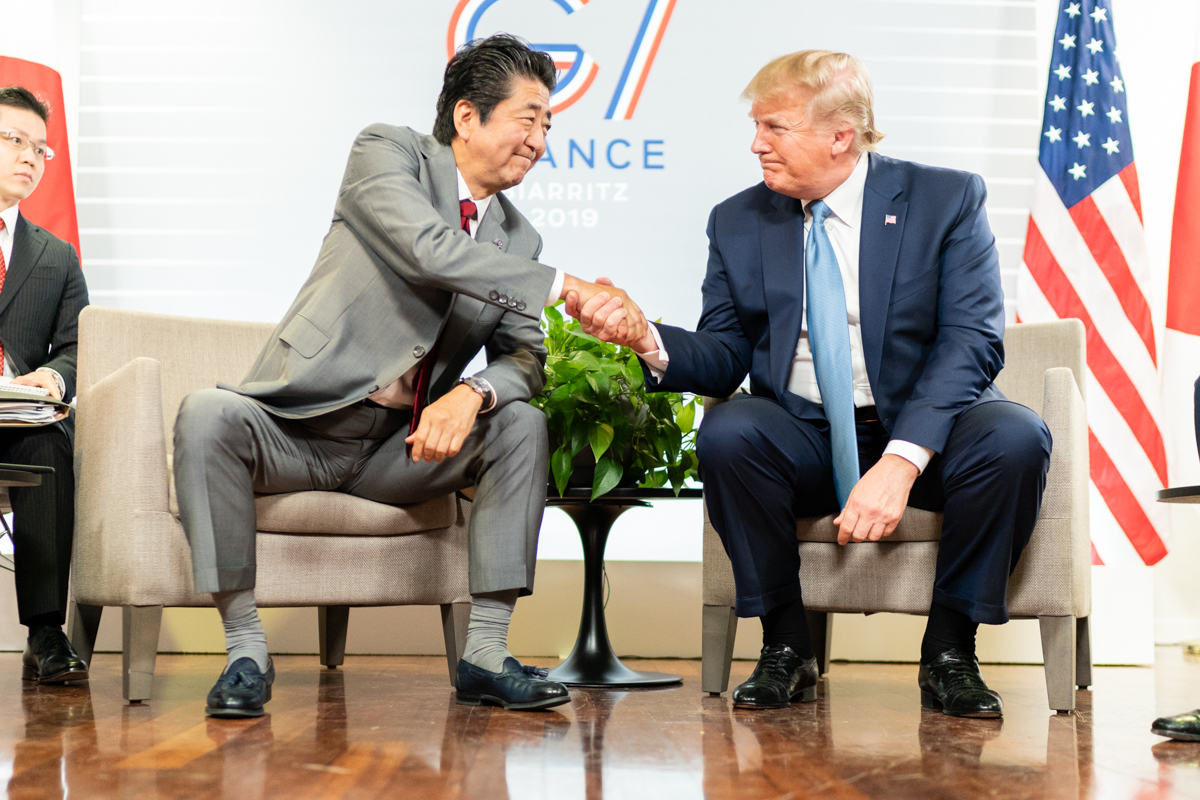
Il primo ministro giapponese Shinzō Abe con il presidente degli Stati Uniti Donald Trump at the 45th G7 in Biarritz, Agosto 2019.

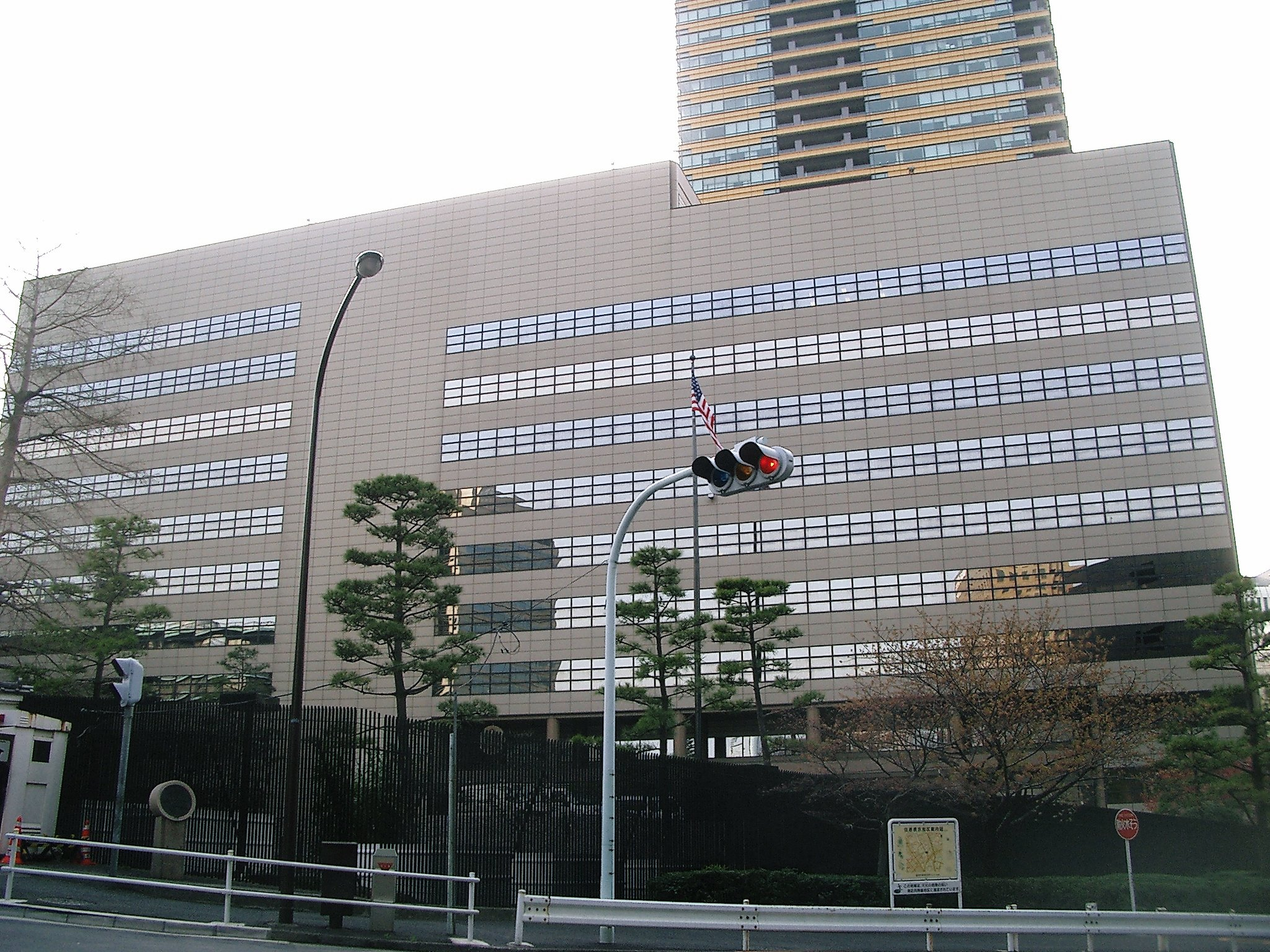
Ambasciata statunitense in Giappone.

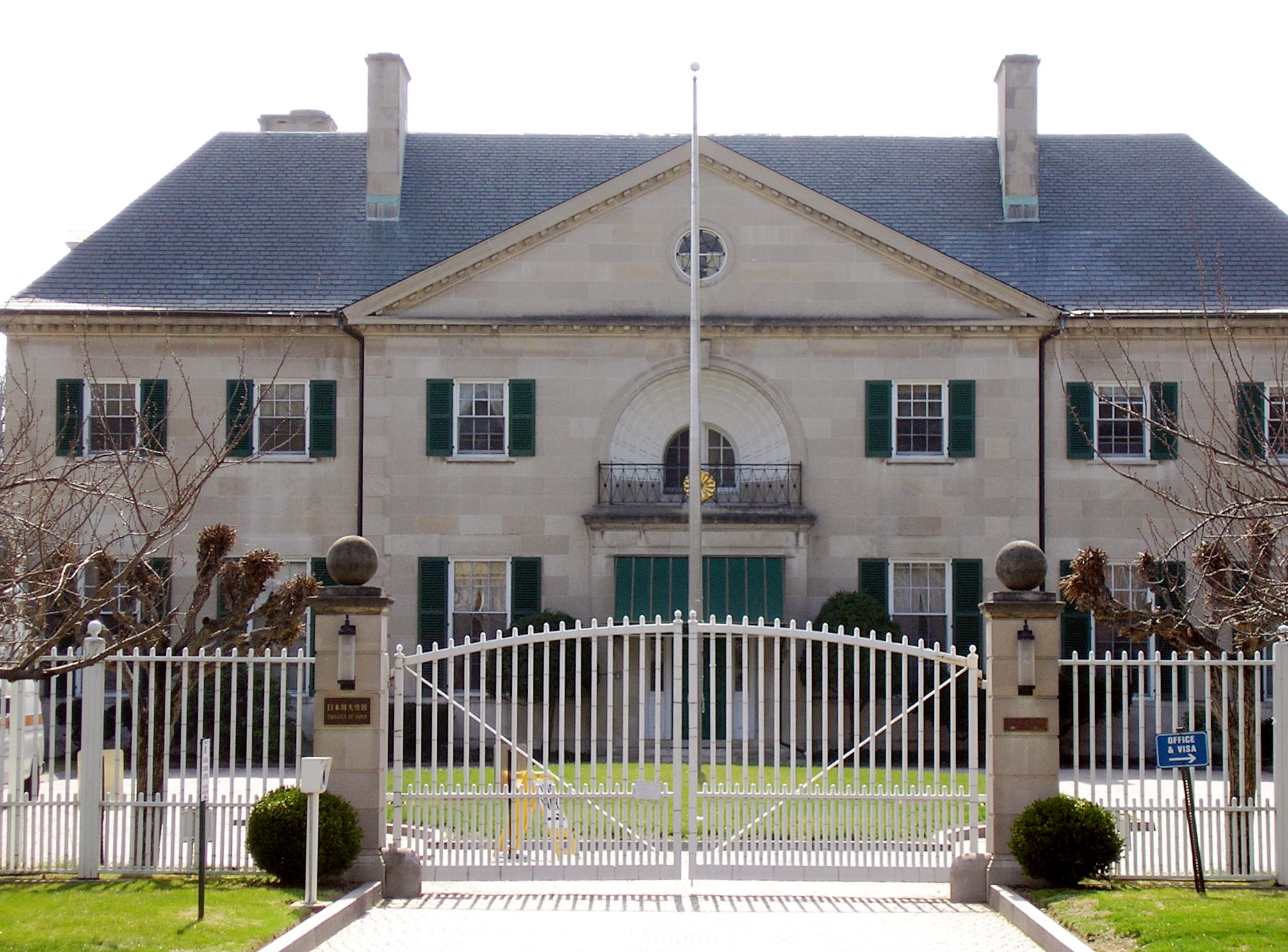
Ambasciata giapponese negli Stati Uniti.

Le relazioni bilaterali tra Giappone e Stati Uniti d'America fanno riferimento ai rapporti diplomatici, economici e culturali tra il Giappone e gli Stati Uniti d'America.
Gli Stati Uniti sono il più stretto alleato del Giappone e quest'ultimo si affida totalmente al Paese americano per la sua sicurezza nazionale. I primi contratti tra le due nazioni si hanno già nel XIX secolo quando i mercanti statunitensi, impegnati con il commercio con la Cina, decisero di espandere le loro attività anche in Giappone. Tuttavia, a causa del sakoku, i mercanti erano impossibilitati a intraprendere azioni commerciali con il Paese nipponico.
Successivamente, in data 31 marzo 1854, gli Stati Uniti (rappresentati dall'ambasciatore speciale in terra giapponese Matthew C. Perry) e rappresentanti del Giappone firmarono un trattato di pace e amicizia a Kanagawa, in Giappone, dando inizio ai rapporti formali tra i due Paesi. L'8 luglio 1853 il commodoro Perry trovandosi nel porto della capitale del Giappone Edo (la moderna Tokyo) consegnò una lettera del presidente Millard Fillmore con destinatario l'imperatore del Giappone annunciando l'intenzione degli Stati Uniti di istituire delle relazioni diplomatiche e commerciali con il Giappone. Tuttavia questa lettera non ebbe immediato riconoscimento formale, perciò si dovette attendere fino al trattato del 1854. Le relazioni furono rafforzate in seguito grazie all'istituzione di consolati nei rispettivi territori, ma vennero interrotte bruscamente nel 1941, durante la seconda guerra mondiale, quando gli Stati Uniti dichiararono guerra al Giappone dopo l'attacco di quest'ultimo a Pearl Harbor. Le relazioni furono ristabilite il 28 aprile 1952, dopo la resa in guerra del Giappone in seguito al bombardamento atomico di Hiroshima e Nagasaki, a cui seguì la firma del trattato di San Francisco che mise fine all'occupazione americana del territorio giapponese.
Anche se la Costituzione giapponese e la politica di governo impediscono al Paese un ruolo offensivo nelle questioni militari e negli affari internazionali, la cooperazione giapponese con gli Stati Uniti attraverso il trattato di mutua cooperazione e sicurezza del 1960 è stata importante per la pace e la stabilità dell'Asia orientale. Tuttavia dalla seconda metà degli anni duemila si è iniziato a discutere sulla possibilità di reinterpretare l'articolo 9 della Costituzione giapponese. Tutti i governi giapponesi del dopoguerra si sono basati su uno stretto rapporto con gli Stati Uniti come fondamento della loro politica estera.
A causa dell'impatto economico e tecnologico combinato dei due Paesi sul mondo, il rapporto Stati Uniti-Giappone è diventato di portata globale. Gli Stati Uniti e il Giappone cooperano a larghe schiere nelle questioni globali, compresa l'assistenza allo sviluppo della lotta contro le malattie trasmissibili: quali la diffusione del virus HIV/AIDS e dell'influenza aviaria, e la protezione dell'ambiente e delle risorse naturali. I paesi collaborano anche nel campo della scienza e della tecnologia in settori come la mappatura del genoma umano, la ricerca in materia di invecchiamento, e l'esplorazione spaziale internazionale.
Il Giappone sostiene pienamente a livello politico gli Stati Uniti, nelle questioni geopolitiche globali quali gli sforzi di pace nel golfo Persico, in Medio Oriente e nei Balcani. Il Giappone sostiene inoltre ampiamente gli Stati Uniti sulla non proliferazione e le questioni nucleari.
I rapporti economici tra il Giappone e gli Stati Uniti sono forti e sempre più interdipendenti. Il Giappone è un mercato importante per molti prodotti statunitensi, tra cui i prodotti agricoli, prodotti chimici, prodotti farmaceutici, film e musica, aerei commerciali, metalli non ferrosi, materie plastiche, forniture mediche e scientifiche, e macchinari. Le importazioni statunitensi dal Giappone includono i veicoli, macchinari, strumenti ottici e medici, e le sostanze chimiche organiche. Gli investimenti diretti degli Stati Uniti in Giappone risiedono perlopiù nel campo della finanza, mentre gli investimenti diretti giapponesi negli Stati Uniti sono perlopiù nel settore manifatturiero e nel commercio all'ingrosso.